# Bzince pod Javorinou
Bzince pod Javorinou (węg. Botfalu) – wieś w powiecie Nowe Miasto nad Wagiem, w kraju trenczyńskim, w zachodniej Słowacji, o populacji 2089 mieszkańców (stan na 2016).

## Historia
Pierwsza pisemna wzmianka o wsi pochodzi z 1332. Wieś powstała w 1952 przez połączenie wsi Dolné Bzince i Horné Bzince. W 1960 przyłączono do niej wieś Hrušové.

## Geografia
Centrum wsi leży na wysokości 292 m n.p.m. Gmina zajmuje powierzchnię 33,533 km².

## Ludzie urodzeni we wsi
- Ľudmila Podjavorinská (1872–1951) – słowacka pisarka